# Weißbrust-Spottdrossel
Die Weißbrust-Spottdrossel (Ramphocinclus brachyurus) ist ein seltener Singvogel aus der Familie der Spottdrosseln. Es handelt sich um den einzigen Vertreter der Gattung Ramphocinclus. Das sehr kleine Verbreitungsgebiet der Art beschränkt sich auf zwei Inseln in der östlichen Karibik, wo ihr Fortbestand vor allem auf Grund der Zerstörung ihres Lebensraums bedroht ist.

## Merkmale
Weißbrust-Spottdrosseln sind recht kleine aber auffällige Vögel, die bei einer Größe von 23 bis 24 cm eine Flügelspannweite zwischen 91 und 105 mm erreichen können. Ihr Gewicht liegt je nach Unterart und Geschlecht bei circa 48 bis 60 g. Die Körperform entspricht der eines typischen Vertreters der Spottdrosseln, mit verhältnismäßig langen Steuerfedern und kurzen Flügeln. Der glänzend schwarze Schnabel ist gerade und langgestreckt, die untere Mandibel besitzt eine bräunliche Basis. Die Beine sind dunkelgrün, die Iris des Auges kräftig rot oder rotbraun. Das Gefieder ist an der Oberseite inklusive Haube und Gesicht einheitlich bräunlich-schwarz gefärbt, lediglich an unterem Rücken und Rumpf zeigen sich einige rötlich-braune Akzente. In starkem Kontrast dazu besitzen Brust, Bauch, Kehle und Kinn eine perlweiße Färbung. Bei Weißbrust-Spottdrosseln im Jugendkleid fehlt diese charakteristische weiße Färbung zunächst noch. Stattdessen sind sie am ganzen Körper einheitlich braun gefärbt und entwickeln erst nach und nach weiße Flecken im Brustbereich.

## Verhalten
Die Weißbrust-Spottdrossel ist ein spezialisierter Waldbewohner, der nur in trockenen Laubwäldern ohne starken Unterwuchs aber mit großflächiger Laubschicht am Boden vorkommt. Dabei muss es sich allerdings nicht zwingend um Primärwald handeln, auch sekundärer Bewuchs etwa auf aufgegebenen Landwirtschaftsflächen ist bis zu einem gewissen Grad zur Besiedelung geeignet. Die Art ist ein ausgesprochener Standvogel, der sich nicht an den jährlichen Vogelzügen beteiligt. Stattdessen sind die Vögel dafür bekannt, sich im Laufe ihres Lebens kaum aus der Umgebung ihrer Nistplätze zu entfernen. Die Art ist das ganze Jahr entsprechend territorial und bildet entweder Paare oder kleine Gruppen aus bis zu fünf, häufig miteinander verwandten, Individuen, die ein gemeinsames Territorium bewohnen und gemeinschaftlich gegen Rivalen verteidigen. Weißbrust-Spottdrosseln gelten als recht ruffreudige Vögel, die eine Reihe meist kurzer, prägnanter Laute von sich geben. Dazu gehören als Alarmruf interpretierte Rufe, die wie ein metallisches krek oder gnok klingen sowie ein bei Erregung ausgestoßenes kurzes und häufig wiederholtes chek.

### Ernährung
Einen Großteil des Tages verbringen Weißbrust-Spottdrosseln mit der Nahrungssuche, die zumeist am Boden stattfindet. Hierbei wird die Laubschicht mit dem Schnabel oder den Füßen nach Fressbarem durchwühlt, oder am Boden liegendes Totholz abgesucht. Einen Großteil der Ernährung machen Gliederfüßer wie beispielsweise Ameisen, Spinnen oder Käfer aus, wobei hierbei keine besondere Spezialisierung auf bestimmte Beute erkennbar ist. Des Weiteren wird der Speiseplan vor allem während der Brutzeit durch kleine Früchte, Beeren und Sämereien ergänzt.

### Fortpflanzung
Die Brutzeit der Weißbrust-Spottdrossel erstreckt sich von April bis September, wobei jedes Weibchen bis zu vier separate Gelege haben kann. Grund hierfür ist der vergleichsweise geringe Bruterfolg der Art – also der Anteil der Nester, aus denen mindestens ein Jungvogel flügge wird – der je nach Studie bei lediglich 20 bis 40 % liegt. Mehr als zwei erfolgreiche Gelege pro Jahr kommen dabei fast nie vor. Grund für fehlgeschlagene Nistversuche ist fast immer eine Prädation der Eier oder Jungvögel durch eine Reihe natürlicher oder eingeschleppter Fressfeinde. Zu den natürlichen Fressfeinden auf St. Lucia zählen Buntfalke, Breitflügelbussard, Saint Lucia-Boa, die zu den Amerikanischen Lanzenottern zählende Bothrops caribbaeus und möglicherweise auch die zur selben Familie gehörende Perlaugen-Spottdrossel. Auf Martinique ist hiervon lediglich der Breitflügelbussard verbreitet. Das Nest ist eine weite Tassenkonstruktion, die in etwa 1,5 bis 5 m Höhe auf einem Baum oder Strauch errichtet wird. Nach Abschluss des Nestbaus legt das Weibchen zwei grünlich-blaue Eier ohne weitere Markierungen, die anschließend etwa 12 bis 14 Tage bebrütet werden. Der brütende Altvogel verlässt das Nest in dieser Zeit nur selten zur Nahrungsaufnahme und bleibt diesem dann auch meist nur wenige Minuten fern. Den Hauptteil seiner Nahrung erhält er stattdessen von seinem Partner, der während dieser Zeit andere Vögel aggressiv vom Nistplatz verjagt. Während der gesamten Brutzeit wird das Nest ständig von Verunreinigungen wie Eierschalen und Fäkalien freigehalten, vermutlich um es für Fressfeinde schwerer auffindbar zu machen. Die Nestlinge sind nach dem Schlüpfen zunächst nackt und blind, erst nach etwa einer Woche beginnen sie langsam aktiv auf ihre Umgebung zu reagieren. Dennoch verlassen sie das Nest bereits nach 11 bis 12 Tagen, noch vor dem Erlangen der Flugfähigkeit. Die Versorgung durch die Altvögel setzt sich noch einige Zeit lang fort, solange die Nachkommen noch nicht selbstständig auf Nahrungssuche gehen können.
Seit den 2000er-Jahren ist bekannt, dass nicht selbst brütende Weißbrust-Spottdrosseln ihren Artgenossen häufig Bruthilfe leisten. Brutpaare verfügen über bis zu drei Helfer, bei denen es sich in den meisten Fällen um Nachkommen aus Bruten des vergangenen Jahres handelt. Hierbei betätigen sich sowohl Weibchen als auch Männchen gleichermaßen als Bruthelfer.

## Verbreitung und Gefährdung

Verbreitungsgebiet der Weißbrust-Spottdrossel

Das Verbreitungsgebiet der Weißbrust-Spottdrossel beschränkt sich auf die beiden Inseln Martinique und St. Lucia, die beide Teil der Inselkette der Kleinen Antillen in der Karibik sind. Beide Inseln werden jeweils von einer dezidierten Unterart bewohnt, zwischen den beiden Populationen findet vermutlich kein oder nur ein sehr begrenzter Austausch statt. In beiden Fällen kommen die Vögel nur noch an wenigen Orten vor, sind dort dann jedoch recht häufig und leicht zu finden. In präkolonialer Zeit war das Verbreitungsgebiet auf beiden Inseln erheblich größer, schrumpfte jedoch auf Grund verschiedener Faktoren immer weiter zusammen. Um das Jahr 1950 herum galt die Art auf Martinique bereits als ausgestorben, wurde jedoch kurz darauf wiederentdeckt. Heute wird lediglich noch die etwa 5 km² große Caravelle-Halbinsel im Osten der Insel besiedelt, Studien aus den Jahren 2003 und 2004 beziffern den dortigen Bestand mit circa 200 bis höchstens 400 Exemplaren. Von St. Lucia war die Art ursprünglich nur noch aus einem Gebiet rund um die Bucht Petite Anse und den Berggipfel Dennery Knob im Nordosten der Insel bekannt, konnte im Jahr 1993 jedoch auch weiter südlich im Bereich des Frigate-Island-Schutzgebiets nachgewiesen werden. Mittlerweile ist bekannt, dass die dortige Population etwa 85 % des globalen Bestandes ausmacht. Trotz weiterer intensiver Suchprogramme wurden seitdem keine weiteren Gebiete mit Weißbrust-Spottdrosseln mehr gefunden. Insgesamt wird die Population auf St. Lucia mit Stand 2016 auf etwa 1130 Exemplare geschätzt, wovon allein 1030 auf Frigate Island entfallen. Auf Grund der hohen Dichte der Populationen in den genannten, verhältnismäßig kleinen Gebieten auf beiden Inseln wird davon ausgegangen, dass diese ihre maximale Kapazität an Weißbrust-Spottdrosseln erreicht haben und eine Bestandszunahme nur zu erwarten wäre, wenn der Art weitere geeignete Gebiete zur Verfügung gestellt werden würden. Als größte Bedrohung für den Fortbestand der Art gilt folglich die Zerstörung ihres Lebensraums, wobei die Errichtung eines Hotelkomplexes mit angeschlossenem Golfplatz und eines Windparks in der Nähe von Frigate Island als besonders bedenklich eingeschätzt werden. Alleine der Bau des – nicht fertiggestellten – Hotels ist wahrscheinlich für einen Einbruch der Gesamtpopulation um circa 25 % verantwortlich. Darüber hinaus stellen neben den beschriebenen natürlichen Fressfeinden eine ganze Reihe eingeschleppter Prädatoren wie Ratten, Mungos, Opossums sowie verwilderte Katzen und Schweine eine zusätzliche Belastung dar. Durch die Lage der Verbreitungsgebiete an der Küste könnte zudem ein schwerer Hurrikan eine potenziell verheerende Wirkung für die Art entfalten. Angesichts dieser Lage stuft die IUCN die Weißbrust-Spottdrossel als stark gefährdet (Status endangered) ein und stellt bezüglich der zukünftigen Bestandsentwicklung eine negative Prognose.

## Systematik
Die Erstbeschreibung der Art geht auf den französischen Ornithologen Louis Pierre Vieillot zurück, der ihr den wissenschaftlichen Namen Turdus brachyurus gab und sie damit zunächst in die Gattung der Echten Drosseln stellte. Neben der Nominatform R. b. brachyurus, verbreitet auf Martinique, wird noch die Unterart R. b. sanctaeluciae, die nur auf St. Lucia vorkommt, unterschieden. Vertreter dieser Unterart sind insgesamt größer und zumeist etwas dunkler gefärbt als zur Nominatform gehörende Exemplare. Des Weiteren ist hier bezüglich der Größe ein etwas stärker ausgeprägter Sexualdimorphismus erkennbar, wobei die Weibchen größer sind als die Männchen. Bei R. b. brachyurus ist dieser fast unmerklich und kann nicht zur eindeutigen Unterscheidung der Geschlechter herangezogen werden.
- R. b. brachyurus (Vieillot, 1818)
- R. b. sanctaeluciae Cory, 1887